# 분데스리가 1965-66
푸스볼-분데스리가 1965-66은 서독의 축구 1부리그인 푸스볼-분데스리가의 3번째 시즌이다. 이 시즌은 1965년 8월 14일에 시작되어 1966년 5월 28일에 종료되었다. 베르더 브레멘은 전 시즌 챔피언이었다.

## 대회 형식
리그의 각 팀들은 다른 팀들을 상대로 각 두 번씩, 즉 홈경기 한 번, 원정경기 한 번씩을 치르게 된다. 경기에서 승리 시 승점 2점을 받으며, 무승부를 거둘 경우 승점 1점을 챙길 수 있다. 두 팀 이상이 승점에서 동률을 이룰 경우, 이들 간의 순위는 골평균으로 결정된다. 시즌이 끝나고, 가장 많은 승점을 획득한 팀이 우승을 거두게 되며, 반대로 승점이 가장 적은 두 팀은 각 연고지의 레기오날리가 (2부리그) 로 강등된다.

## 1964-65 시즌으로부터의 변화
본래 카를스루에와 샬케 04는 전 시즌 최하위 두 팀의 자리를 차지하여 원칙적으로는 강등되는 팀들이었다. 그러나, 헤르타 BSC는 재정적 위반으로 분데스리가 라이선스를 박탈당하였다. 독일 축구 협회는 이에 따라 카를스루에와 샬케 04의 강등을 면하고 리그에 참가하는 팀 수를 16팀에서 18팀으로 증가시키기로 결정하였다. 바이에른 뮌헨과 묀헨글라트바흐는 승격 플레이오프조에서 승리를 거두며 분데스리가에 승격하였다. 서베를린 대표로 참가하는 리그 멤버가 필요하였으므로, 타스마니아 베를린도 승격하였다.

## 시즌 요약
1965-66 시즌은 분데스리가 역사상 가장 성공적인 두 클럽인 바이에른 뮌헨과 묀헨글라트바흐가 데뷔한 시즌이다. 이 시즌은 또한 같은 연고지를 둔 두팀이 분데스리가에서 경쟁한 첫 시즌이기도 하다. 바이에른 뮌헨은 시즌 내내 타이틀 경쟁에 가세하였으나, 지역 라이벌이자 이 시즌의 우승팀인 1860 뮌헨과 승점 3점차로 타이틀을 내주어야 했다. 그러나, 이 새로 승격된 팀은 시즌 종료 1주일만에 DFB-포칼 우승을 거두며 리그 3위로 리그 타이틀을 놓친 것에 대해 전화위복 하였다.
도르트문트는 바이에른 뮌헨과의 골평균 차이로 리그에서 준우승을 거두었다. 도르트문트 또한 시즌 막판까지 타이틀 경쟁을 벌였으나, 33라운드에 1860 뮌헨에 2-0 완패를 거두며 항복하였다. 그러나, 도르트문트도 무관으로 마무리하지 않았다. 도르트문트는 시즌 종료 3일 전, 글래스고의 햄던 파크에서 열린 UEFA 컵 위너스컵 결승에서 리버풀을 연장전 끝에 2-1로 격파하였다. 도르트문트는 이로써 유럽대항전에서 타이틀을 획득한 첫 독일클럽이 되었다.
그와 반대편으로, 또다른 독일 클럽 또한 역사적인 시즌을 보냈다. 타스마니아 베를린은 분데스리가 역사상 최악의 기록을 냈다. 타스마니아 베를린은 헤르타 베를린이 강등된지 2주만에 승격이 결정되었다. 이들은 전 시즌 베를린 오베르리가에서 3위로 마감하여 베를린 대표로 대체 1순위도 아니었다. 그러나, 테니스 보루시아 베를린이 승격 플레이오프에서 탈락한 점이 부적합하다고 평가받자 이들에게 제안을 하지 않았고, 준우승팀 스판다우어도 분데스리가 참가에 관심을 가졌으나, 독일 축구 협회의 제안을 흔쾌히 수락한 것은 타스마니아 베를린이었다.
그러나 이 결정은 클럽에 있어서 가장 후회할만한 선택이 되었다. 타스마니아 베를린은 분데스리가에 참가하기 부적합하였고, 그에 따라 리그 내에서 조롱거리가 되었다. 타스마니아 베를린은 다양한 기록을 세웠는데, 최소 승점 (8점), 최소 승수 (2승), 최다 패수 (28패), 최소 득점 (15득점), 최다 실점 (108실점), 그리고 최소 분데스리가 경기 관중 (827명, 보루시아 묀헨글라트바흐와의 1966년 1월 15일) 을 기록하였다. 대부분의 기록들은 현재까지 이어지고 있다.

## 참가 팀
| 구단              | 위치                 | 홈구장                   | 수용 인원 |
| ----------------- | -------------------- | ------------------------ | --------- |
| 노인키르헨        | 노인키르헨           | 엘렌펠트슈타디온         | 32,000    |
| 뉘른베르크        | 뉘른베르크           | 슈테티셰스 슈타디온      | 64,238    |
| 도르트문트        | 도르트문트           | 로트 에르트 슈타디온     | 30,000    |
| 마이더리허        | 뒤스부르크           | 베다우슈타디온           | 38,500    |
| 묀헨글라트바흐    | 묀헨글라트바흐       | 뵈켈베르크 슈타디온      | 34,500    |
| 1860 뮌헨         | 뮌헨                 | 그륀발데어 슈타디온      | 44,300    |
| 바이에른 뮌헨     | 뮌헨                 | 그륀발데어 슈타디온      | 44,300    |
| 브라운슈바이크    | 브라운슈바이크       | 아인트라흐트슈타디온     | 38,000    |
| 베르더 브레멘     | 브레멘               | 베저슈타디온             | 32,000    |
| 샬케 04           | 겔젠키르헨           | 글뤼카우프-캄프반 경기장 | 35,000    |
| 슈투트가르트      | 슈투트가르트         | 네카어슈타디온           | 53,000    |
| 카를스루에        | 카를스루에           | 빌트파르크슈타디온       | 50,000    |
| 카이저슬라우테른  | 카이저슬라우테른     | 베첸베르크 슈타디온      | 42,000    |
| 쾰른              | 쾰른                 | 뮌게르스도퍼슈타디온     | 76,000    |
| 타스마니아 베를린 | 베를린               | 베를린 올림픽 스타디움   | 100,000   |
| SGE 프랑크푸르트  | 프랑크푸르트 암 마인 | 발트슈타디온             | 87,000    |
| 하노버 96         | 하노버               | 니더작센슈타디온         | 86,000    |
| 함부르크          | 함부르크             | 폴크스파르크슈타디온     | 80,000    |

## 리그 순위
| 순위 | 팀                    | 경기 | 승 | 무 | 패 | 득 | 실  | 골평균 | 승점 | 참가 및 강등                     |
| ---- | --------------------- | ---- | -- | -- | -- | -- | --- | ------ | ---- | -------------------------------- |
| 1    | 1860 뮌헨 (C)         | 34   | 20 | 10 | 4  | 80 | 40  | 2      | 50   | 유러피언컵 1966-67 1라운드       |
| 2    | 도르트문트            | 34   | 19 | 9  | 6  | 70 | 36  | 1.944  | 47   | UEFA 컵위너스컵 1966-67 2라운드1 |
| 3    | 바이에른 뮌헨         | 34   | 20 | 7  | 7  | 71 | 38  | 1.868  | 47   | UEFA 컵위너스컵 1966-67 1라운드  |
| 4    | 베르더 브레멘         | 34   | 21 | 3  | 10 | 76 | 40  | 1.9    | 45   |                                  |
| 5    | 쾰른                  | 34   | 19 | 6  | 9  | 74 | 41  | 1.805  | 44   |                                  |
| 6    | 뉘른베르크            | 34   | 14 | 11 | 9  | 54 | 43  | 1.256  | 39   |                                  |
| 7    | SGE 프랑크푸르트      | 34   | 16 | 6  | 12 | 64 | 46  | 1.391  | 38   |                                  |
| 8    | 마이더리허            | 34   | 14 | 8  | 12 | 70 | 48  | 1.458  | 36   |                                  |
| 9    | 함부르크              | 34   | 13 | 8  | 13 | 64 | 52  | 1.231  | 34   |                                  |
| 10   | 브라운슈바이크        | 34   | 11 | 12 | 11 | 49 | 49  | 1      | 34   |                                  |
| 11   | 슈투트가르트          | 34   | 13 | 6  | 15 | 42 | 48  | 0.875  | 32   |                                  |
| 12   | 하노버 96             | 34   | 11 | 8  | 15 | 59 | 57  | 1.035  | 30   |                                  |
| 13   | 묀헨글라트바흐        | 34   | 9  | 11 | 14 | 57 | 68  | 0.838  | 29   |                                  |
| 14   | 샬케 04               | 34   | 10 | 7  | 17 | 33 | 55  | 0.6    | 27   |                                  |
| 15   | 카이저슬라우테른      | 34   | 8  | 10 | 16 | 42 | 65  | 0.646  | 26   |                                  |
| 16   | 카를스루에            | 34   | 9  | 6  | 19 | 35 | 71  | 0.493  | 24   |                                  |
| 17   | 노인키르헨 (R)        | 34   | 9  | 4  | 21 | 32 | 82  | 0.39   | 22   | 레기오날리가로 강등              |
| 18   | 타스마니아 베를린 (R) | 34   | 2  | 4  | 28 | 15 | 108 | 0.139  | 8    | 레기오날리가로 강등              |

출처: (독일어) www.dfb.de 

순위 결정 우선순위는 다음에 의해 결정된다: 1) 승점; 2) 골평균 

1 도르트문트는 UEFA 컵위너스컵 1966-67의 챔피언 자격으로 자동 진출하였다. 

(C) = 우승; (R) = 강등; (P) = 승격; (O) = 플레이오프 승자; (A) = 다음 라운드 진출 

시즌이 종료되지 않았을때에만 다음을 사용: 

(Q) = 해당 라운드 진출; (TQ) = 토너먼트 진출, 그러나 진출 라운드 미정; (DQ) = 진출 무효

## 결과
| 홈\원정1          | TAB | BRS | BRE | DOR | FRA | HAM | H96 | KAI | KAR | KÖL | MSV | MGL | M60 | FCB | NKI | NUR | S04 | STU |
| ----------------- | --- | --- | --- | --- | --- | --- | --- | --- | --- | --- | --- | --- | --- | --- | --- | --- | --- | --- |
| 타스마니아 베를린 | -   | 0–2 | 1–1 | 0–2 | 0–3 | 0–4 | 1–5 | 1–1 | 2–0 | 0–6 | 0–9 | 0–0 | 0–5 | 0–2 | 2–1 | 0–1 | 1–2 | 0–2 |
| 브라운슈바이크    | 3–1 | -   | 1–0 | 4–0 | 2–2 | 1–4 | 2–1 | 1–1 | 2–0 | 1–2 | 1–0 | 1–1 | 2–2 | 2–4 | 1–2 | 3–0 | 3–0 | 1–1 |
| 베르더 브레멘     | 5–0 | 4–0 | -   | 1–0 | 3–2 | 2–0 | 3–3 | 4–1 | 3–1 | 2–1 | 2–0 | 2–0 | 0–2 | 1–1 | 5–2 | 1–0 | 2–0 | 3–1 |
| 도르트문트        | 3–1 | 1–1 | 2–1 | -   | 3–0 | 2–2 | 4–0 | 4–0 | 4–1 | 3–2 | 1–1 | 3–1 | 0–2 | 3–0 | 1–0 | 2–0 | 7–0 | 4–0 |
| SGE 프랑크푸르트  | 4–0 | 4–1 | 1–0 | 4–1 | -   | 2–0 | 0–1 | 6–0 | 1–0 | 0–0 | 2–0 | 3–1 | 5–2 | 0–0 | 1–2 | 1–2 | 4–1 | 3–2 |
| 함부르크          | 5–1 | 2–1 | 1–3 | 1–1 | 0–1 | -   | 2–1 | 4–1 | 8–0 | 2–2 | 2–0 | 5–0 | 1–2 | 0–4 | 3–0 | 0–2 | 1–1 | 4–1 |
| 하노버 96         | 5–0 | 1–1 | 2–1 | 1–1 | 4–1 | 0–0 | -   | 4–0 | 5–2 | 1–1 | 0–3 | 2–1 | 0–1 | 3–4 | 6–0 | 2–2 | 0–3 | 4–2 |
| 카이저슬라우테른  | 0–0 | 1–1 | 2–3 | 0–0 | 5–2 | 2–1 | 1–1 | -   | 1–0 | 3–2 | 1–0 | 1–2 | 3–0 | 1–2 | 0–0 | 0–0 | 3–2 | 1–2 |
| 카를스루에        | 3–0 | 1–4 | 3–2 | 0–0 | 4–0 | 1–4 | 1–0 | 1–0 | -   | 2–1 | 0–4 | 3–3 | 1–1 | 1–0 | 1–1 | 1–2 | 1–0 | 3–0 |
| 쾰른              | 4–0 | 3–0 | 2–0 | 1–2 | 1–0 | 5–1 | 0–1 | 3–2 | 2–0 | -   | 1–1 | 2–2 | 3–1 | 6–1 | 4–2 | 2–1 | 2–1 | 3–1 |
| 마이더리허        | 3–0 | 4–1 | 1–2 | 2–1 | 0–0 | 3–1 | 2–2 | 2–2 | 8–2 | 2–3 | -   | 3–2 | 2–3 | 1–1 | 1–0 | 1–2 | 5–1 | 5–2 |
| 묀헨글라트바흐    | 5–0 | 1–0 | 0–7 | 4–5 | 1–2 | 0–0 | 2–0 | 2–0 | 1–1 | 2–3 | 1–2 | -   | 1–1 | 1–2 | 4–1 | 8–3 | 2–0 | 1–0 |
| 1860 뮌헨         | 4–0 | 1–1 | 3–1 | 2–1 | 4–2 | 1–1 | 5–0 | 4–2 | 2–0 | 2–1 | 3–3 | 3–3 | -   | 1–0 | 4–1 | 1–1 | 3–0 | 0–0 |
| 바이에른 뮌헨     | 2–1 | 2–2 | 3–1 | 0–2 | 2–0 | 3–0 | 3–1 | 3–0 | 5–1 | 1–4 | 3–0 | 5–2 | 3–0 | -   | 6–0 | 0–0 | 1–0 | 0–1 |
| 노인키르헨        | 3–1 | 1–0 | 1–2 | 1–3 | 1–6 | 1–1 | 1–0 | 1–4 | 1–0 | 2–1 | 0–1 | 1–1 | 1–9 | 0–4 | -   | 2–1 | 1–0 | 1–2 |
| 뉘른베르크        | 7–2 | 1–1 | 2–1 | 0–0 | 0–0 | 5–0 | 2–1 | 1–1 | 3–0 | 2–0 | 4–1 | 2–2 | 1–4 | 2–2 | 3–1 | -   | 1–0 | 1–1 |
| 샬케 04           | 4–0 | 1–1 | 1–6 | 2–3 | 3–2 | 2–1 | 1–0 | 2–1 | 0–0 | 0–0 | 0–0 | 0–0 | 0–2 | 1–1 | 2–0 | 1–0 | -   | 2–0 |
| 슈투트가르트      | 2–0 | 0–1 | 0–2 | 1–1 | 0–0 | 1–3 | 4–2 | 4–1 | 1–0 | 0–1 | 2–0 | 5–0 | 0–0 | 0–1 | 2–0 | 1–0 | 1–0 | -   |

출처: (독일어) www.dfb.de 

1 홈팀은 왼쪽 열의 팀이다. 

청색은 홈팀 승리를, 홍색은 원정팀 승리를, 황색은 무승부를 의미

## 득점 집계
31골
- 로타어 에메리히 (도르트문트)

26골
- 프리트헬름 코니츠카 (1860 뮌헨)

20골
- 아놀트 쉬츠 (베르더 브레멘)

18골
- 페터 그로세어 (1860 뮌헨)
- 요하네스 뢰어 (쾰른)
- 만프레트 폴슈미트 (함부르크)

17골
- 빌헬름 후베어츠 (SGE 프랑크푸르트)
- 로타어 울사스 (브라운슈바이크)

16골
- 베른트 루프 (묀헨글라트바흐)

15골
- 루돌프 브루넨마이어 (1860 뮌헨)
- 한스 지멘즈마여 (하노버 96)

## 챔피언 스쿼드
| TSV 1860 뮌헨 |
| 골키퍼: 페타르 라덴코비치 (34). 수비수: 베른트 파치케 (28); 한스 라이히 (26); 만프레트 바그너 (26); 루돌프 차이저 (12); 루돌프 슈타이너 (9). 미드필더: 젤코 페루시치 (34); 페터 그로세어 (32 / 18); 오토 루트로프 (22 / 1); 한스 퀴퍼즈 (19 / 4); 빌프리트 콜라즈 (19). 공격수: 프리트헬름 코니츠카 (33 / 26); 알프레트 하이스 (31 / 10); 루돌프 브루넨마이어 (27 / 15); 한스 레벨레 (22 / 5). (괄호 안은 경기 출장 횟수 / 득점 횟수를 나타낸 것임) 감독: 막스 메르켈. 명단에 있지만 출장 기록이 없는 선수: 빌프리트 테페; 알프레트 콜헤우플; 루트비히 브륀들; 한스 피셔; 헬무트 리헤어트; 에른스트 빈터할데어. |

## 같이 보기
- DFB-포칼 1965-66